# Louis Adolf van der Stok
Louis Adolf van der Stok (Pelantoengan, 1 november 1868 – Harlingen, 17 mei 1947) was een Nederlands militair en burgemeester. Na een carrière in de Koninklijke Marine was hij van 1926 tot 1938 burgemeester van Harlingen. 
Als marineofficier diende hij in Nederlands-Indië als luitenant ter zee tweede klasse in de periode 1891 tot 1893 onder andere op de Melvill van Carnbee, het raderstoomschip Sindoro en de korvet Gedeh. In 1893 reisde hij naar Nederland, waar hij diende op de schoener Zeehond en vervolgens wordt gestationeerd op een wachtschip op Willemsoord in Den Helder. In de jaren daarop diende hij op kanonneerboot Geep, pantserschip Evertsen en logementschip Neptunus, waarna hij in 1900 terugkeerde naar Willemsoord.
In 1901 werd hij gedetacheerd als oudste officier van de schoener Dolfijn. Na een promotie tot luitenant ter zee eerste klasse kreeg hij het bevel over torpedoboot Goentoer, de Rhenus , de Van Galen en instructieschip Atjeh. In 1916 verliet hij de marine met de rang van kapitein-luitenant ter zee.
Na zijn tijd bij de marine was Van der Stok enige tijd directeur van de N.V. Metaal- en IJzergieterij in Dieren. In 1921 werd hij benoemd als inspecteur van directe belastingen in Drachten.
In de jaren dat Van der Stok burgemeester was van Harlingen viert de stad zijn 700-jarig bestaan en wordt een nieuw stadhuis voltooid. Hij zette zich onder andere in voor verbetering van de haven en de toegangswegen tot de stad. Zijn burgemeesterschap werd getypeerd als “een belangrijke twaalfjarige bestuursperiode”. Bij zijn afscheid als burgemeester werd hij benoemd tot officier in de orde van Oranje-Nassau.
Van der Stok was de zoon van Pieter Nicolaas Stok en Johanna Susanna Kuhr, en de broer van glaskunstenaar Henri van der Stok. Hij trouwde op 4 mei 1905 in Leiden met Johanna Catharina Adrienne Bijleveld.